# 아르세니예프
아르세니예프(러시아어: Арсе́ньев)는 러시아 프리모르스키 지방에 위치한 도시로 블라디보스토크에서 북동쪽으로 150km 정도 떨어진 곳에 위치한다. 2002년 인구 조사에 따르면 이 도시의 인구는 62,896명이며 1989년 인구 조사에서는 70,032명으로 확인되었다.
1895년 현재의 아르세니예프에 세묘놉카(Semyonovka) 마을이 세워졌고 1901년에는 우크라이나 폴타바주 출신 농민이 이 곳으로 이주했다. 1937년 세묘놉카를 경유하는 철도 노선이 개통되고 시베리아 철도와 연결되면서 세묘놉카는 주위에 있는 마을을 합병하여 노동자촌으로 승격된다. 1940년 러시아 극동 최초의 비행장(현재의 프로그레스 아르세니예프 항공사)이 이 곳에 지어졌다.
1952년 세묘놉카가 노동자촌에서 시로 승격되면서 도시 이름도 아르세니예프로 변경되었는데 이는 1912년 세묘놉카를 방문한 러시아 극동 출신 탐험가, 과학자, 여행가, 작가인 블라디미르 아르세니예프를 기념하기 위해 붙여진 이름이다.

## 기후
| 월                       | 1월           | 2월          | 3월         | 4월         | 5월         | 6월         | 7월          | 8월          | 9월         | 10월        | 11월         | 12월         | 연간          |
| ------------------------ | ------------- | ------------ | ----------- | ----------- | ----------- | ----------- | ------------ | ------------ | ----------- | ----------- | ------------ | ------------ | ------------- |
| 일평균 최고 기온 °C (°F) | −10.2 (13.6)  | −5.5 (22.1)  | 2.2 (36.0)  | 13.3 (55.9) | 20.2 (68.4) | 24.1 (75.4) | 26.8 (80.2)  | 25.9 (78.6)  | 21.0 (69.8) | 13.5 (56.3) | 2.2 (36.0)   | −8.0 (17.6)  | 10.5 (50.8)   |
| 일일 평균 기온 °C (°F)   | −17.5 (0.5)   | −12.9 (8.8)  | −3.8 (25.2) | 6.7 (44.1)  | 13.3 (55.9) | 18.4 (65.1) | 21.9 (71.4)  | 21.3 (70.3)  | 14.9 (58.8) | 6.7 (44.1)  | −3.9 (25.0)  | −14.6 (5.7)  | 4.2 (39.6)    |
| 일평균 최저 기온 °C (°F) | −24.8 (−12.6) | −20.8 (−5.4) | −9.8 (14.4) | 0.1 (32.2)  | 6.4 (43.5)  | 12.7 (54.9) | 17.0 (62.6)  | 16.7 (62.1)  | 8.8 (47.8)  | −0.1 (31.8) | −10.0 (14.0) | −21.2 (−6.2) | −2.1 (28.3)   |
| 평균 강수량 mm (인치)    | 11.2 (0.44)   | 9.1 (0.36)   | 19.3 (0.76) | 30.4 (1.20) | 58.5 (2.30) | 70.7 (2.78) | 102.8 (4.05) | 138.6 (5.46) | 90.3 (3.56) | 57.1 (2.25) | 29.2 (1.15)  | 13.3 (0.52)  | 630.5 (24.83) |
| 출처:                    |               |              |             |             |             |             |              |              |             |             |              |              |               |